# Hein (Vorname)
Hein ist ein männlicher Vorname sowie ein Familienname.

## Herkunft
Hein ist ein niederländischer Vorname und die norddeutsche bzw. niederdeutsche Kurzform des Vornamens Heinrich.
Zu Familiennamen siehe Hein (Familienname)

### Namensträger
- Hein Altenbroxter (* 1961), deutscher Schlagzeuger
- Hein Blomberg (1915–2001), deutscher schleswig-holsteinischer Autor
- Hein Bollow (1920–2020), deutscher Jockey und Trainer im deutschen Galoppsport
- Hein Brand, Hamburger Bürger, wegen Beschimpfung des Herzogs von Sachsen-Lauenburg verhaftet
- Hein Bredendiek (1906–2001), deutscher Kunsterzieher, Maler und niederdeutscher Schriftsteller
- Hein Bretschneider (1904–1944), deutscher kommunistischer Widerstandskämpfer gegen den Nationalsozialismus
- Hein Derichsweiler (1897–1972), deutscher Bildhauer
- Hein Diehl (1896–1964), deutscher Politiker (NSDAP)
- Hein Domgörgen (1898–1972), deutscher Boxer
- Piet Hein Donner (* 1948), niederländischer Politiker (CDA)
- Hein Driessen (1932–2025), deutscher Maler
- Klaus Hein Fischer (1936/37–2001), deutscher Illustrator und Bühnenbildner
- Hein van de Geyn (* 1956), niederländischer Jazzbassist
- Hein Gorny (1904–1967), deutscher Fotograf
- Hein Heckroth (1901–1970), deutscher Maler und Bühnenbildner
- Hein ten Hoff (1919–2003), deutscher Boxer
- Hein Hoop (1927–1986), deutscher Schriftsteller und Künstler
- Hein Hoyer (~1380–1447), Hamburger Staatsmann und Bürgermeister
- Hein Köllisch (1857–1901), deutscher Liedtexter, Humorist und Theaterintendant
- Hein König (1891–1971), deutscher Kunstmaler
- Hein Kötz (* 1935), deutscher Jurist und Richter
- Hein Kröher (1927–2016), deutscher Musiker
- Hein Mader (1925–2011), österreichisch-niederländischer Bildhauer
- Hein-Arne Mathiesen (* 1971), norwegischer Skispringer
- Hein Minkenberg (1889–1968), deutscher Bildhauer der Sakralen Kunst sowie Kunstprofessor in Aachen
- Hein Moeller (1882–1963), deutscher Ingenieur
- Hein Mück (1895–1967), Bremerhavener Stadtoriginal
- Hein Mück (1941–2024), deutscher Boxer
- Hein Müller (1903–1945), deutscher Boxer
- Hein-Direck Neu (1944–2017), deutscher Diskuswerfer
- Hein ter Poorten (1887–1968), Generalleutnant der niederländischen Armee
- Hein Retter (1937–2022), deutscher Erziehungswissenschaftler
- Hein Semke (1899–1995), deutscher Bildhauer, Maler, Keramikkünstler und Lyriker
- Hein Sinken (1914–1987), deutscher Bildhauer
- Hein Thorn Prikker (1911–1998), deutscher Motorradrennfahrer
- Hein Verbruggen (1941–2017), niederländischer Sportfunktionär
- Hein-Peter Weyher (* 1935), deutscher Militär, Vizeadmiral der Deutschen Marine
- Hein Wimmer (1902–1986), deutscher Gold- und Silberschmied und Bildhauer

### Fiktive Fernsehfigur
- Hein Blöd, Figur von Walter Moers